# Triunghi Schwarz
În geometrie un triunghi Schwarz, numit astfel după Hermann Schwarz, este un triunghi sferic care poate fi folosit pentru a pava o sferă (pavare sferică), eventual în straturi suprapuse, prin reflexii față de laturile sale. Au fost clasificate în (Schwarz 1873).
Acestea pot fi definite mai general ca teselări ale sferei, planului euclidian sau planului hiperbolic. Fiecare triunghi Schwarz de pe o sferă definește un grup finit, în timp ce în planul euclidian sau hiperbolic ele definesc un grup infinit.
Un triunghi Schwarz este reprezentat de trei numere raționale (p q r) fiecare reprezentând unghiul de la un vârf. Valoarea n/d înseamnă că unghiul vârfului este d/n dintr-un semicerc. 2 înseamnă un triunghi dreptunghic. Atunci când acestea sunt numere întregi, triunghiul se numește triunghi Möbius și corespunde unei pavări fără suprapuneri, iar grupul de simetrie se numește grup al triunghiului⁠(d). Pe sferă există trei triunghiuri Möbius plus o familie cu un parametru; în plan există trei triunghiuri Möbius, în timp ce în spațiul hiperbolic există o familie de triunghiuri Möbius cu trei parametri și niciun obiect excepțional⁠(d).

## Spațiul soluțiilor
Un triunghi cu domeniul fundamental (p q r), cu unghiuri de vârf π/p, π/q și π/r, poate exista în spații diferite în funcție de valoarea sumei reciprocelor acestor numere întregi:
{\displaystyle {\begin{aligned}{\frac {1}{p}}+{\frac {1}{q}}+{\frac {1}{r}}&>1{\text{ : Sfera}}\\[8pt]{\frac {1}{p}}+{\frac {1}{q}}+{\frac {1}{r}}&=1{\text{ : Plan euclidian}}\\[8pt]{\frac {1}{p}}+{\frac {1}{q}}+{\frac {1}{r}}&<1{\text{ : Plan hiperbolic}}\end{aligned}}}
Adică acesta este un mod de a spune că în spațiul euclidian suma unghiurilor interioare ale unui triunghi este π, în timp ce pe o sferă suma este mai mare decât π, iar în spațiul hiperbolic suma este mai mică decât π.

## Reprezentare grafică
Un triunghi Schwarz este reprezentat grafic printr-un graf triunghiular. Fiecare nod reprezintă o latură (plan de reflexie, „oglindă”) a triunghiului Schwarz. Fiecare muchie este etichetată cu o valoare rațională corespunzătoare ordinului de reflexie, fiind π/unghiul vârfului.
| Triunghi Schwarz (p q r) pe o sferă | Graful triunghiului Schwarz |

Laturile de ordinul 2 reprezintă oglinzi perpendiculare care pot fi ignorate în această diagramă. Diagrama Coxeter–Dynkin reprezintă acest graf triunghiular cu muchiile de ordinul 2 ascunse.
Un grup Coxeter poate fi folosit pentru o notație mai simplă, ca (p q r) pentru grafurile ciclice, (p q 2 ) = [p,q] pentru triunghiurile dreptunghice, și cu (p 2 2) = [p]×[].

## Lista triunghiurilor Schwarz

### Triunghiuri Möbius pe sferă
| (2 2 2) sau [2,2] | (3 2 2) sau [3,2] | ...               |
| (3 3 2) sau [3,3] | (4 3 2) sau [4,3] | (5 3 2) sau [5,3] |
| ----------------- | ----------------- | ----------------- |

Triunghiurile Schwarz din numere întregi, numite și triunghiuri Möbius, cuprind o familie cu un parametru și trei cazuri excepționale:
1. [p,2] sau (p 2 2) – Simetrie diedrală,
2. [3,3] sau (3 3 2) – Simetrie tetraedrică,
3. [4,3] sau (4 3 2) – Simetrie octaedrică,
4. [5,3] sau (5 3 2) – Simetrie icosaedrică,

### Triunghiuri Schwarz pe sferă după densitate
Ttriunghiurile Schwarz (p q r), grupate după densitate:
| Densitate | Diedral | Tetraedric    | Octaedric     | Icosaedric                          |
| --------- | ------- | ------------- | ------------- | ----------------------------------- |
| d         | (2 n/d) |               |               |                                     |
| 1         |         | (2 3 3)       | (2 3 4)       | (2 3 5)                             |
| 2         |         | (3/2 3 3)     | (3/2 4 4)     | (3/2 5 5), (5/2 3 3)                |
| 3         |         | (2 3/2 3)     |               | (2 5/2 5)                           |
| 4         |         |               | (3 4/3 4)     | (3 5/3 5)                           |
| 5         |         | (2 3/2 3/2)   | (2 3/2 4)     |                                     |
| 6         |         | (3/2 3/2 3/2) |               | (5/2 5/2 5/2), (3/2 3 5), (5/4 5 5) |
| 7         |         |               | (2 3 4/3)     | (2 3 5/2)                           |
| 8         |         |               |               | (3/2 5/2 5)                         |
| 9         |         |               |               | (2 5/3 5)                           |
| 10        |         |               |               | (3 5/3 5/2), (3 5/4 5)              |
| 11        |         |               | (2 3/2 4/3)   | (2 3/2 5)                           |
| 13        |         |               |               | (2 3 5/3)                           |
| 14        |         |               | (3/2 4/3 4/3) | (3/2 5/2 5/2), (3 3 5/4)            |
| 16        |         |               |               | (3 5/4 5/2)                         |
| 17        |         |               |               | (2 3/2 5/2)                         |
| 18        |         |               |               | (3/2 3 5/3), (5/3 5/3 5/2)          |
| 19        |         |               |               | (2 3 5/4)                           |
| 21        |         |               |               | (2 5/4 5/2)                         |
| 22        |         |               |               | (3/2 3/2 5/2)                       |
| 23        |         |               |               | (2 3/2 5/3)                         |
| 26        |         |               |               | (3/2 5/3 5/3)                       |
| 27        |         |               |               | (2 5/4 5/3)                         |
| 29        |         |               |               | (2 3/2 5/4)                         |
| 32        |         |               |               | (3/2 5/4 5/3)                       |
| 34        |         |               |               | (3/2 3/2 5/4)                       |
| 38        |         |               |               | (3/2 5/4 5/4)                       |
| 42        |         |               |               | (5/4 5/4 5/4)                       |

### Triunghiuri în planul euclidian
| (3 3 3) | (4 4 2) | (6 3 2) |

Densitate 1:
1. (3 3 3) – 60-60-60 (echilateral),
2. (4 4 2) – 45-45-90 (triunghi dreptunghic isoscel),
3. (6 3 2) – 30-60-90,

Densitate 2:
1. (6 6 3/2) - 120-30-30 triunghi

Densitate ∞:
1. (4 4/3 ∞)
2. (3 3/2 ∞)
3. (6 6/5 ∞)

### Triunghiuri în planul hiperbolic
| (7 3 2)                                     | (8 3 2) | (5 4 2) |
| (4 3 3)                                     | (4 4 3) | (∞ ∞ ∞) |
| Domenii fundamentale de triunghiuri (p q r) |         |         |

Densitate 1:
- (2 3 7), (2 3 8), (2 3 9) ... (2 3 ∞)
- (2 4 5), (2 4 6), (2 4 7) ... (2 4 ∞)
- (2 5 5), (2 5 6), (2 5 7) ... (2 5 ∞)
- (2 6 6), (2 6 7), (2 6 8) ... (2 6 ∞)
- (3 3 4), (3 3 5), (3 3 6) ... (3 3 ∞)
- (3 4 4), (3 4 5), (3 4 6) ... (3 4 ∞)
- (3 5 5), (3 5 6), (3 5 7) ... (3 5 ∞)
- (3 6 6), (3 6 7), (3 6 8) ... (3 6 ∞)

Densitate 2:
- (3/2 7 7), (3/2 8 8), (3/2 9 9) ... (3/2 ∞ ∞)
- (5/2 4 4), (5/2 5 5), (5/2 6 6) ... (5/2 ∞ ∞)
- (7/2 3 3), (7/2 4 4), (7/2 5 5) ... (7/2 ∞ ∞)
- (9/2 3 3), (9/2 4 4), (9/2 5 5) ... (9/2 ∞ ∞)

Densitate 3:
- (2 7/2 7), (2 9/2 9), (2 11/2 11) ...

Densitate 4:
- (7/3 3 7), (8/3 3 8), (3 10/3 10), (3 11/3 11) ...

Densitate 6:
- (7/4 7 7), (9/4 9 9), (11/4 11 11) ...
- (7/2 7/2 7/2), (9/2 9/2 9/2), ...

Densitate 10:
- (3 7/2 7)

Triunghiul Schwarz (2 3 7) este cel mai mic triunghi Schwarz hiperbolic și, ca atare, prezintă un interes deosebit. Grupul triunghiului său⁠(d) (sau mai precis grupul von Dyck index 2 al izometriilor care conservă orientarea) este grupul triunghiului (2,3,7), care este grupul universal pentru toate grupurile Hurwitz — grupuri maxime de izometrii ale suprafețelor Riemann⁠(d). Toate grupurile Hurwitz sunt legate de grupul triunghiului (2,3,7) și toate suprafețele Hurwitz sunt pavate de triunghiul Schwarz (2,3,7). Cel mai mic grup Hurwitz este grupul simplu de ordinul 168, al doilea cel mai mic grup simplu neabelian, care este izomorf cu PSL(2,7), iar suprafața Hurwitz asociată (din genul 3) este cvartica Klein⁠(d).
Triunghiul (2,3,8) pavează suprafața Bolza⁠(d), o suprafață de genul 2 foarte simetrică (dar nu Hurwitz).
Triunghiurile cu un unghi neîntreg, enumerate mai sus, au fost clasificate pentru prima dată de Anthony W. Knapp. Se cunoaște și o listă de triunghiuri cu mai multe unghiuri neîntregi.